# Gallotia
Gallotia es un género de lagartos de la familia Lacertidae. Incluye a una serie de especies endémicas de las islas Canarias.

## Especies
Tiene descritas 9 especies:
- Gallotia atlantica (Peters & Doria, 1882)
- Gallotia auaritae García-Márquez, López-Jurado & Barahona, 2001 (se creía extinto)[3]
- Gallotia bravoana Hutterer, 1985
- Gallotia caesaris (Lehs, 1914)
- Gallotia galloti (Oudart, 1839)
- †Gallotia goliath (subfósil)
- Gallotia intermedia Hernández, Nogales & Martín, 2000
- Gallotia simonyi (Steindachner, 1889)
- Gallotia stehlini (Schenkel, 1901)

## Distribución y estado de conservación

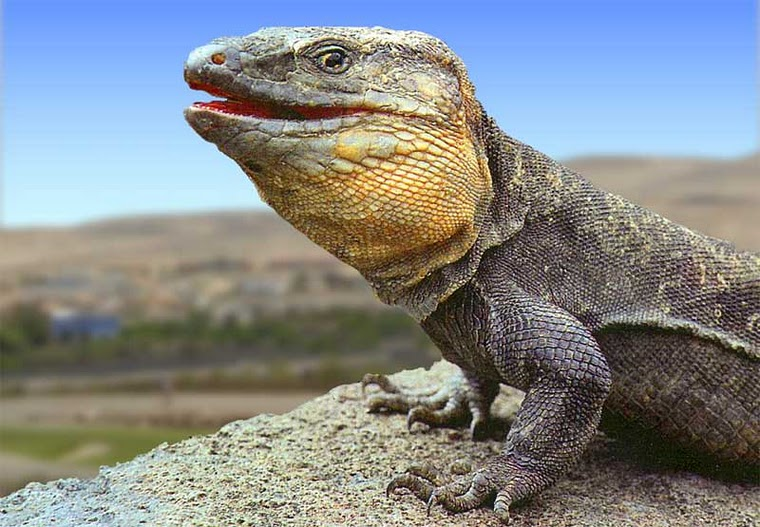
Gallotia stehlini.

|          | El Hierro   | La Palma    | La Gomera   | Tenerife      | Gran Canaria | Fuerteventura | Lanzarote    |
| -------- | ----------- | ----------- | ----------- | ------------- | ------------ | ------------- | ------------ |
| Pequeñas | G. caesaris | G. galloti  | G. caesaris | G. galloti    | G. atlantica | G. atlantica  | G. atlantica |
| Grandes  |             |             |             | G. intermedia |              |               |              |
| Gigantes | G. simonyi  | G. auaritae | G. bravoana | G. goliath    | G. stehlini  | G. stehlini   |              |